# Komiljon Otaniyozov
Komiljon Otaniyozov (en ouzbek : Komiljon Otaniyozov), né le 20 juillet 1917 dans le district de Shovot (province de Khorezm, Ouzbékistan) et mort le 11 mai 1975 à Tachkent, est un instrumentiste, chanteur et auteur-compositeur ouzbek. Il est une figure influente de la vie culturelle ouzbèke pendant près de cinq décennies, est a reçu le titre d'Artiste du peuple de l'Ouzbékistan. Une grande partie de ses œuvres les plus célèbres remonte aux années 1930 et 1970.
Les paroles de Komiljon Otaniyozov intègrent une variété d'influences sociales, philosophiques et de la vie traditionnelle. Certaines de ses paroles sont devenues partie intégrante du vocabulaire ouzbek quotidien. Bien qu'il écrive généralement à la fois la musique et les paroles de ses chansons, il utilise également des vers des poèmes d'Alicher Navoï, Babur, Djami et du folklore de la société ouzbek dans ses chansons.

## Biographie

### Jeunesse et études
Komiljon Otaniyozov naît le 20 juillet 1917 dans la province de Khorezm, en Ouzbékistan, qui fait alors partie du Khanat de Khiva. Il obtient son diplôme du Conservatoire d'État de l'Ouzbékistan en 1956. Il étudie auprès de Qurbonnazar Abdullayev et de Matpano Khudoyberganov.

### Carrière professionnelle
De 1936 à 1952, Komiljon Otaniyozov travaille en tant qu'acteur dans des théâtres nationaux dans la province de Khorezm. À partir de 1949, il donne des concerts, d'abord dans la province, puis dans tout l'Ouzbékistan. De 1957 à 1975, il est soliste à la Philharmonie d'État d'Ouzbékistan.
Tout au long de sa carrière, Otaniyozov écrit et enregistre des centaines de chansons telles que Salom, senga Xorazmdan (Salutations, de Khorazm), Muborak, Vatan, Olqish, Temir yoʻl, Oʻzbekiston, Xorazm.